# Péter Papp
Péter Papp (nacido el 6 de octubre de 1930 en Szeged, Hungría y muerto el 16 de septiembre de 1958 en Budapest, Hungría) es un exjugador húngaro de baloncesto. Consiguió 2 medallas en competiciones internacionales con Hungría.